# Rue Stanislas (Paris)
Pour l’article homonyme, voir Rue Stanislas.
La rue Stanislas est une voie située dans le quartier Notre-Dame-des-Champs du 6e arrondissement de Paris. 

## Situation et accès
Elle relie la rue Notre-Dame-des-Champs au boulevard du Montparnasse.
La rue Stanislas est accessible à proximité par la ligne 4 à la station Vavin.

## Origine du nom
Cette voie porte ce nom en raison du voisinage de l'ancien collège Stanislas fondé sous Louis XVIII.

## Historique
Cette ancienne rue parisienne portait autrefois le nom de « rue Terray », du nom de l'abbé Terray, ancien ministre de Louis XV, qui aurait fait construire l'hôtel Terray, devenu plus tard hôtel de Fleury puis collège Stanislas. Elle fut percée en 1826 sur un terrain appartenant à Hippolyte Terray (1774-1849), petit-neveu du célèbre abbé. Cette propriété figure sur les anciens plans de Paris, assortie d'un jardin tout en longueur entre la rue Notre-Dame-des-Champs et le « boulevard du Midy ».
Le collège reçut le nom de Stanislas de Louis XVIII en 1822, en hommage à son arrière-grand-père, le roi de Pologne Stanislas Leszczynski. La rue reçut par la suite ce même nom par une décision ministérielle du 24 décembre 1834. En 1847, le collège fut cependant déplacé au 22, rue Notre-Dame-des-Champs, son adresse actuelle.

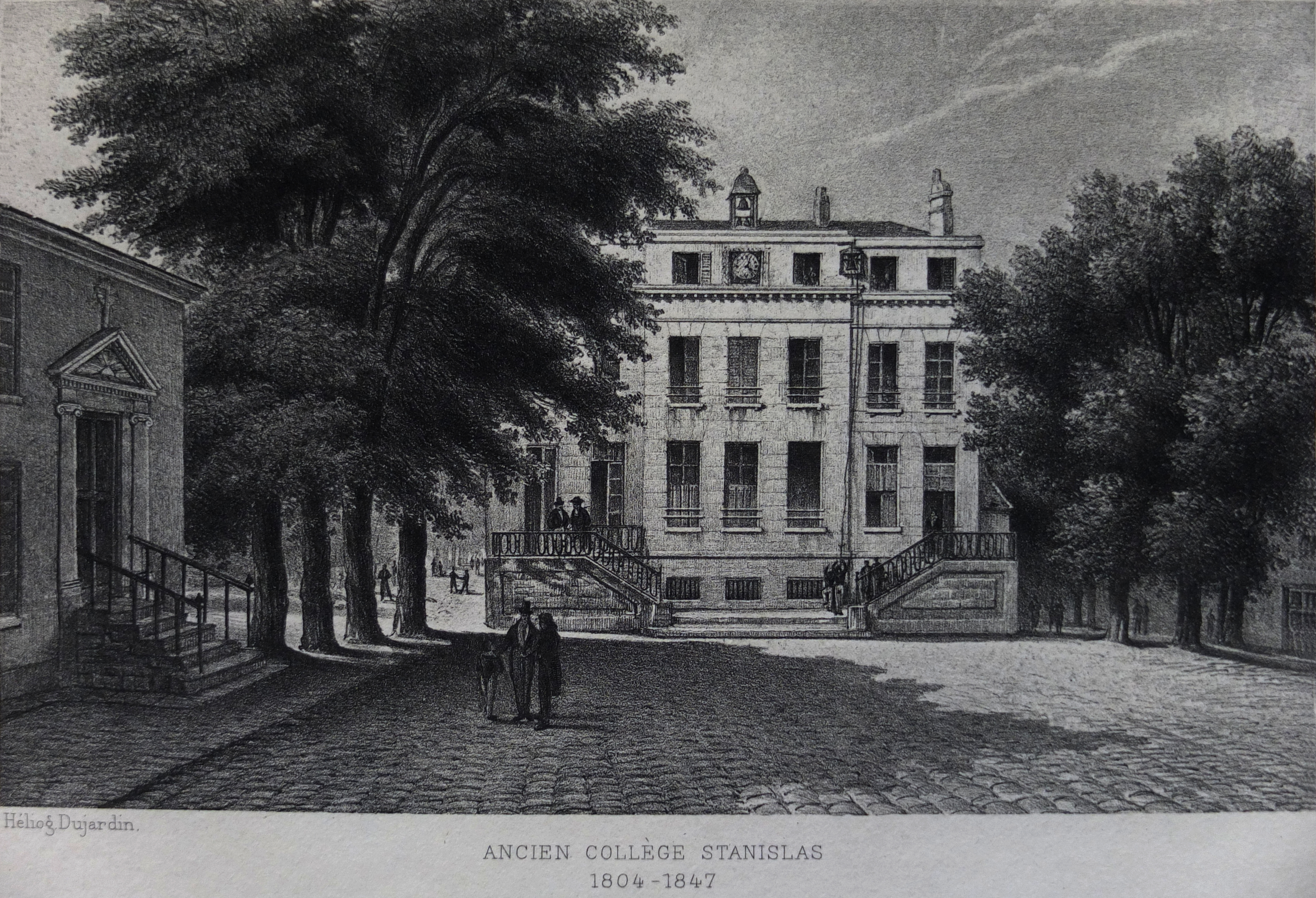
Ancien collège Stanislas (avant 1847), héliogravure de Paul Dujardin (d'après une gravure anonyme).
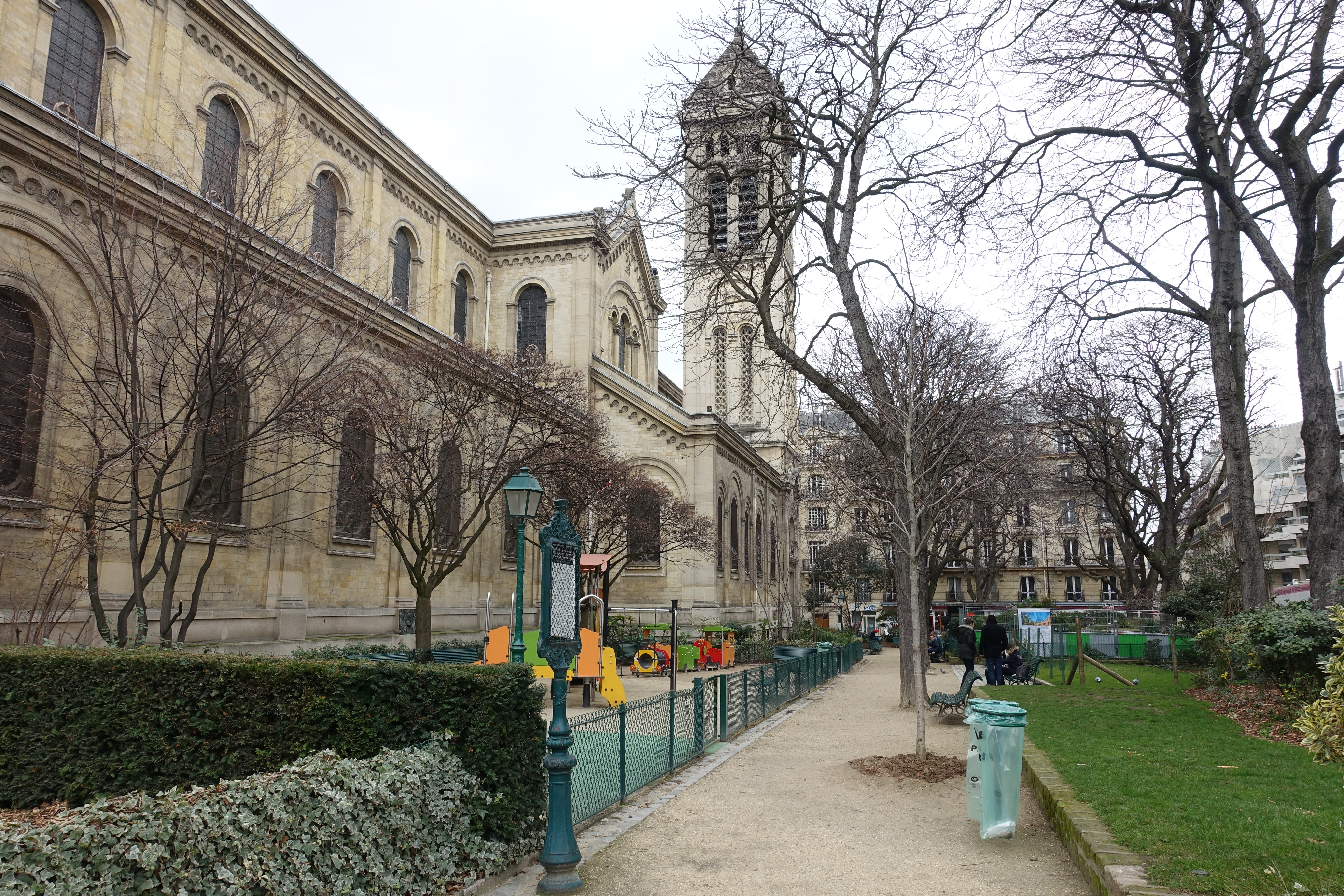
Le square Ozanam et l'église Notre-Dame-des-Champs de Paris.
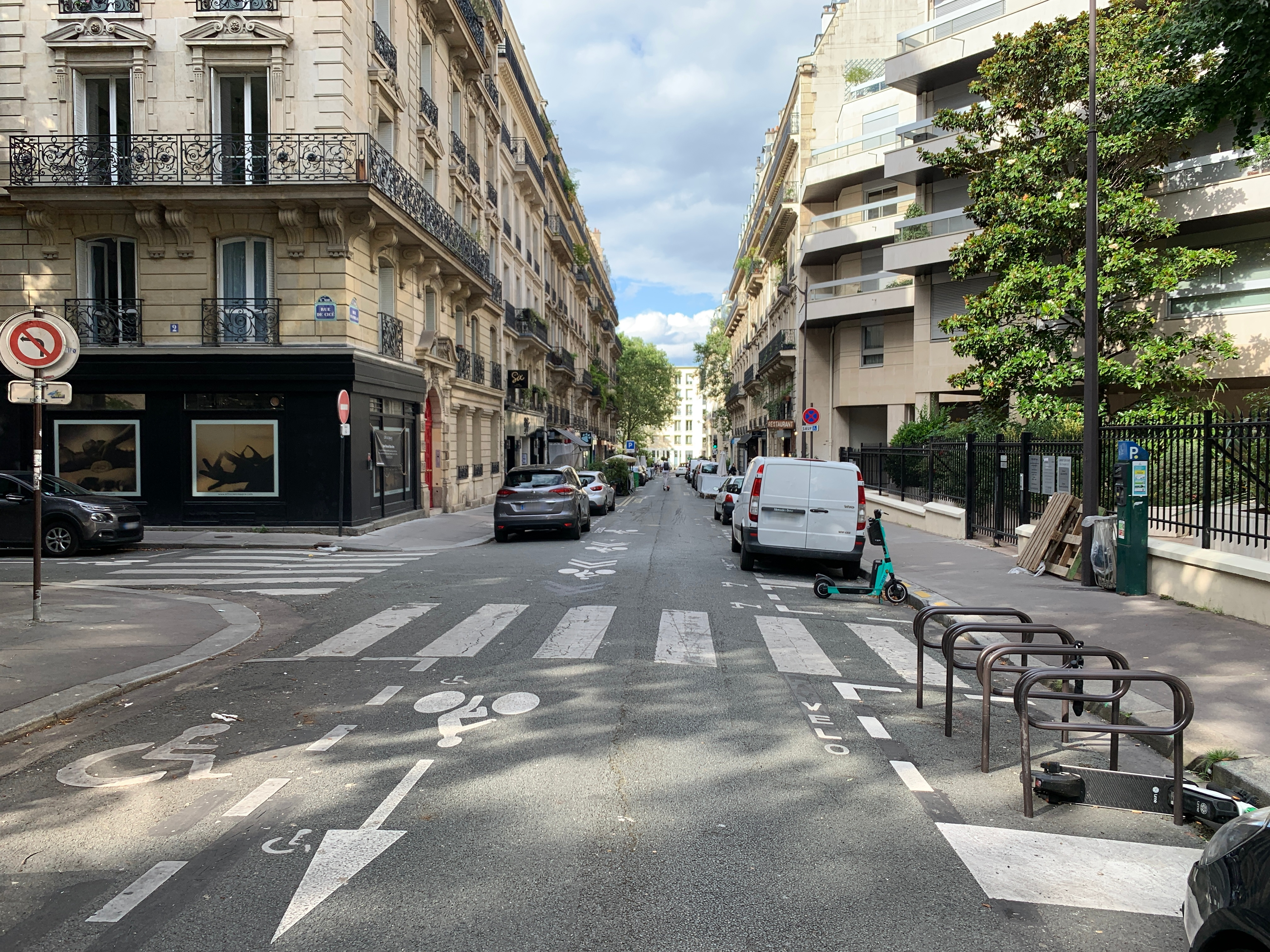
Rue Stanislas au niveau de la rue de Cicé (située à gauche).
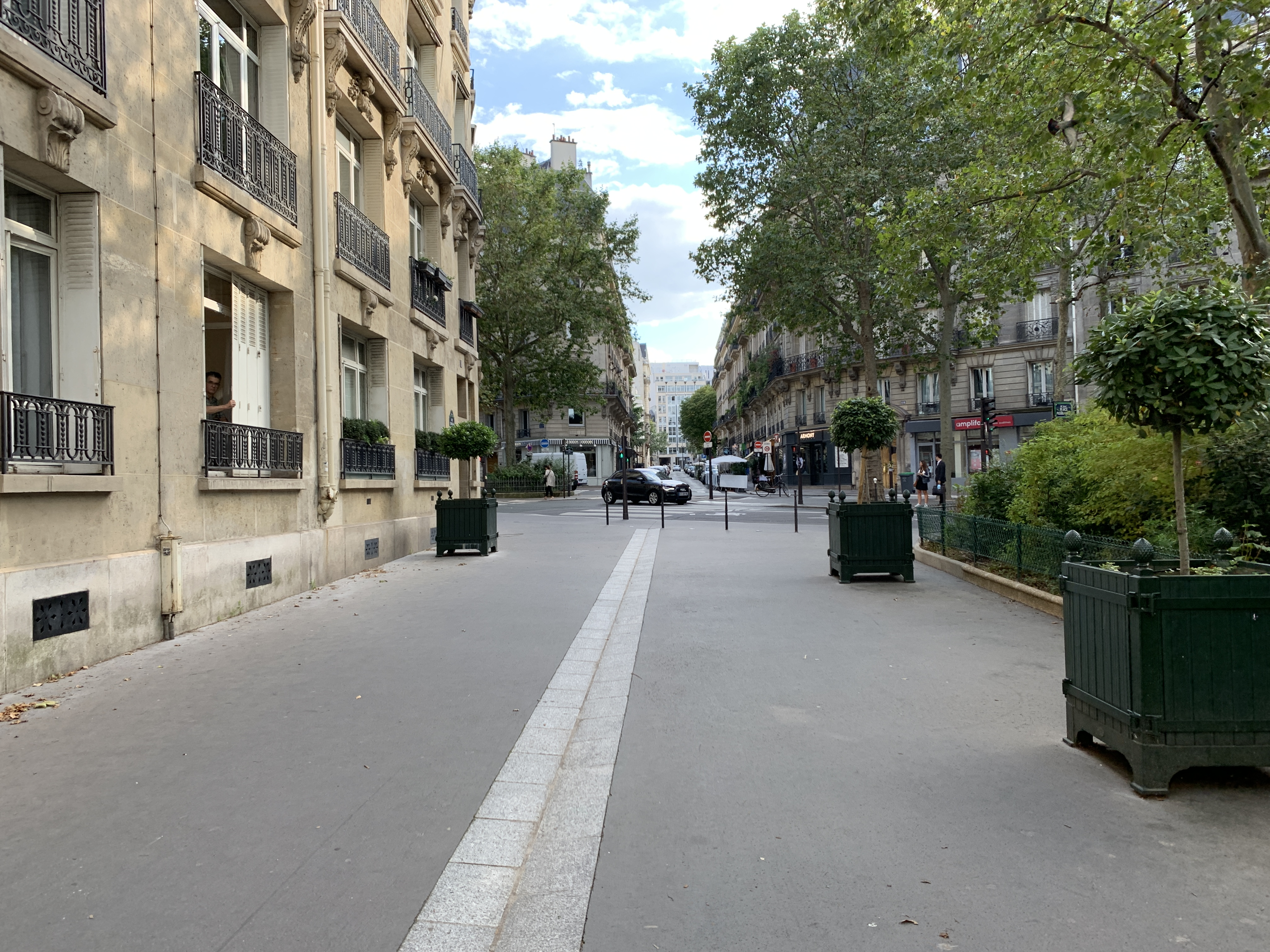
Rue Stanislas au niveau de la place Pierre-Lafue.

## Bâtiments remarquables et lieux de mémoire
La partie est forme la chaussée de la rue Stanislas, sur une largeur de 12 mètres, et une partie du boulevard Raspail, la partie ouest a été partiellement lotie en deux squares (square Ozanam et place Pierre-Lafue) et en habitations de rapport (nos 4 à 16).
- No 5 : Jean Arnavielle (1881-1961), artiste peintre et graveur, vécut à cette adresse.
- No 8 : René Gagnât, de l'Institut, ancien haut-commissaire en Syrie et au Liban, vécut à cette adresse.
- No 10 : Alfred Giard, de l'Institut, vécut à cette adresse.